# Palazzo Impellizzeri
Il palazzo Impellizzeri è uno degli edifici nobiliari in stile rococò di Siracusa; situato sull'isola di Ortigia.
La residenza è datata 1894, ed è in stile rococò come afferma il fregio sopra il balcone principale. Il prospetto presenta una trabeazione decorata con motivi floreali e sul cornicione volti umani. Sulla pavimentazione policroma interna, si trovano gli stemmi dei casati e la lettera "G" che indica l'appartenenza ai Loggia.